# Peter Jožef Česnik
Peter Jožef Česnik, slovenski politik in pilot, * 11. januar 1945, Ljubljana.
Je nekdanji minister za področje odnosov med RS in avtohtono slovensko narodno skupnostjo v sosednjih državah ter med RS in Slovenci po svetu.

## Življenjepis
Po končani gimnaziji v Ljubljani se je vpisal na študij na ljubljansko Ekonomsko fakulteto. Nedokončano jo je zapustil po dveh letih ter se preselil v Avstralijo, kjer je ostal nadaljnjih 36 let. Sprva je v glavnem mestu Melbournu deloval v zavarovalnici, nato pa se je po končani akademiji za kontrolo letenja zaposlil kontrolor flote pri letalski družbi Trans Australia Airlines – Qantas. Deloval je tako v Melbournu kot v Sydneyju. Med letoma 1971 in 2003 je bil tudi predstavnik sindikata v podjetju QANTAS. Deloval je tudi kot bolnišnični in sodni tolmač v slovenski in srbski jezik.
V času bivanja v Avstaliji je veliko sodeloval s slovenskimi izseljenci, tudi kot promotor Slovenije. Bil je tajnik Avstralske smučarske zveze letalcev ter aktiven v lokalnem kajakaškem klubu. Bil je predsednik in član upravnega odbora slovenskega izseljenskega društva v Sydneyju. Leta 2003 se je po upokojitvi vrnil v rodno Slovenijo, nadalje je deloval v izvršnem odboru Združenja Slovenska izseljenska matica.

### Politika
Po vrnitvi iz Avstralije je postal član stranke Zares, izvoljen je bil tudi za podpredsednika stranke. Na Državnozborskih volitvah 2018 je bil na listi Stranke Alenke Bratušek izvoljen za poslanca v Državni zbor Republike Slovenije. S 73 leti je bil najstarejši poslanec sklica, s čimer mu je pripadla pravica do predsedovanja prvi seji Državnega zbora. Stranka ga je predlagala za mesto ministra za Slovence po svetu. Funkcijo je nastopil 13. septembra 2018. Po odstopu predsednika vlade Marjana Šarca, je Česnik 28. februarja 2020 naznanil, da se z ministrskega mesta ne bo vrnil v poslanske klopi. Mesto je tako ohranila nadomestna poslanka Maša Kociper. Mediji so ugibali, da bi naj bila Česnikova odpoved poslanskemu sedežu načrt Stranke Alenke Bratušek, da ohrani Kociprovo, ki je bila takrat vodja poslanske skupine SAB.